# 連邦経済エネルギー省
連邦経済・気候保護省（れんぽうけいざい・きこうほごしょう、ドイツ語: Bundesministerium für Wirtschaft und Klimaschutz、略称：BMWK)は、ドイツ連邦共和国の連邦行政機関の1つ。本部はベルリンにあり、支所がボンに置かれている。2023年現在の連邦経済・気候保護大臣はロベルト・ハーベック。 

## 歴史
- 1917年 - 前身となるライヒ経済事務所（ドイツ語版）が設立される。
- 1919年 - ライヒ経済省（ドイツ語版）に改称。
- 1945年 - 第二次世界大戦後の占領統治下で経済事務局（ドイツ語: Verwaltungsamt für Wirtschaft）に業務が引き継がれる。
- 1949年 - ドイツ連邦共和国（西ドイツ）が成立し、連邦経済省（ドイツ語: Bundesministerium für Wirtschaft）となる。

## 組織

### 内部部局
連邦経済・気候保護省は9つの部門と1つの中央部門で構成されている。 
- Ｚ総局：中央管理
- Ｌ総局：管理・企画
- Ｅ総局：欧州政策
- 第Ⅰ総局：経済政策
- 第Ⅱ総局：エネルギー政策・熱効率
- 第Ⅲ総局：エネルギー政策・電力および送配電電力網
- 第Ⅳ総局：産業政策
- 第Ⅴ総局：対外経済政策
- 第Ⅵ総局：デジタル技術革新
- 第Ⅶ総局：中小企業政策

### 管轄する行政機関
- 連邦カルテル庁（BKartA）
- 連邦ネットワーク庁（BNetzA）
- 連邦経済・輸出管理庁（BAFA）
- 連邦材料試験研究所（BAM）
- 連邦地球科学・天然資源研究所（BGR）
- 連邦物理工学研究所（PTB）

## 歴代大臣

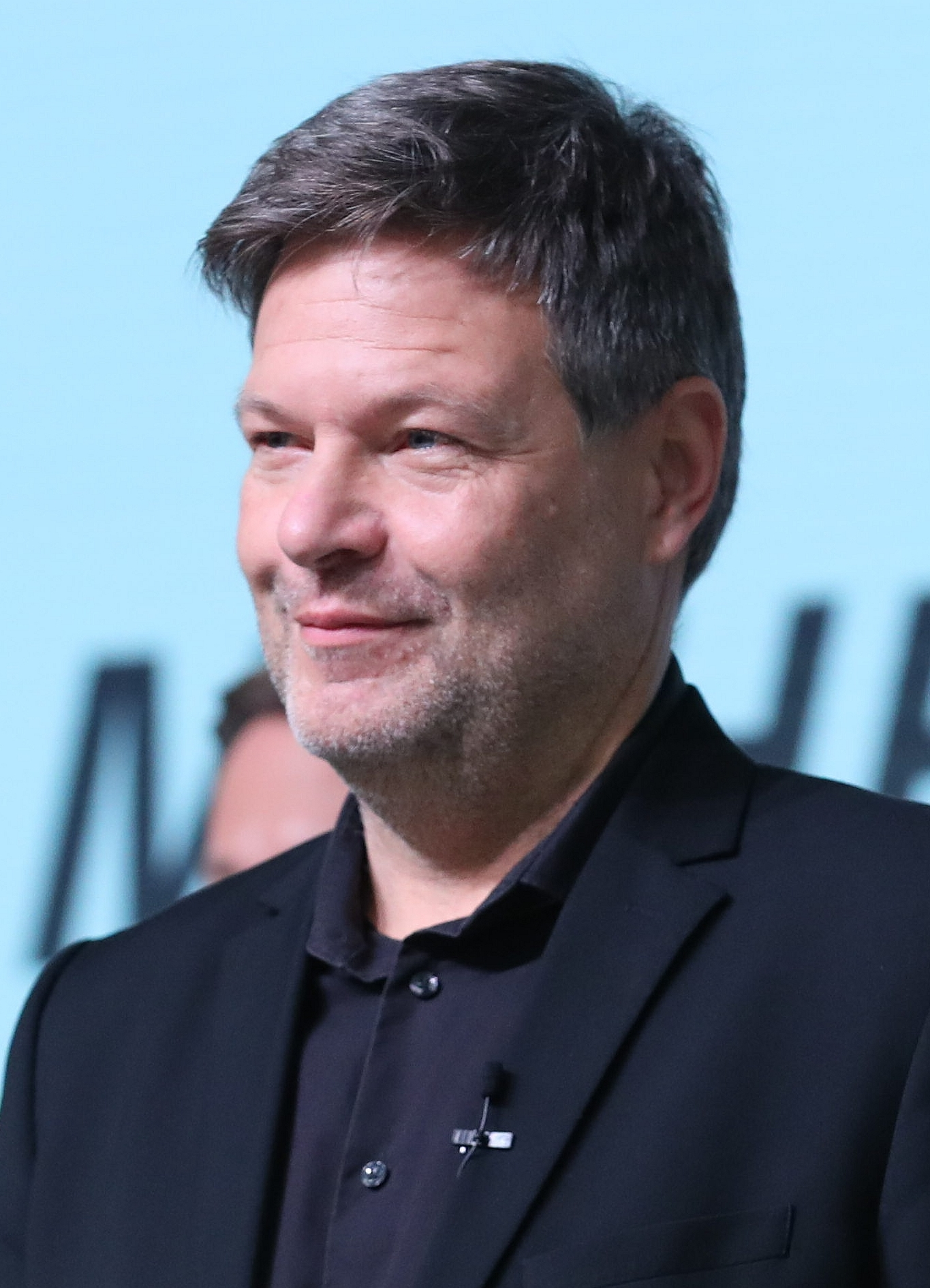
ロベルト・ハーベック

所属政党:
      キリスト教民主同盟（CDU）
      キリスト教社会同盟（CSU）
      ドイツ社会民主党（SPD）
      自由民主党（FDP）
      同盟90/緑の党（Grünen）
      無所属
| 氏名                   | 氏名                                     | 肖像         | 所属政党     | 在任期間       | 在任期間       | 首相 (内閣)                                        |
| 連邦経済大臣           | 連邦経済大臣                             | 連邦経済大臣 | 連邦経済大臣 | 連邦経済大臣   | 連邦経済大臣   | 連邦経済大臣                                       |
| ---------------------- | ---------------------------------------- | ------------ | ------------ | -------------- | -------------- | -------------------------------------------------- |
|                        | ルートヴィヒ・エアハルト                 |              | CDU          | 1949年9月20日  | 1963年10月16日 | 第1次・第2次・第3次・第4次・ 第5次アデナウアー内閣 |
|                        | カート・シュマッカー                     |              | CDU          | 1963年10月17日 | 1966年11月30日 | 第1次・第2次エアハルト内閣                         |
|                        | カール・シラー                           |              | SPD          | 1966年12月1日  | 1972年7月7日   | キージンガ―内閣 第1次ブラント内閣                  |
|                        | ヘルムート・シュミット                   |              | SPD          | 1972年7月7日   | 1972年12月15日 | 第1次ブラント内閣                                  |
|                        | ハンス・フリードリヒ                     |              | FDP          | 1972年12月15日 | 1977年10月7日  | 第2次ブラント内閣 第1次・第2次シュミット内閣       |
|                        | オットー・グラーフ・ラムスドルフ         |              | FDP          | 1977年10月7日  | 1982年9月17日  | 第2次・第3次シュミット内閣                         |
|                        | マンフレート・ラーンシュタイン           |              | SPD          | 1982年9月17日  | 1982年10月1日  | 第3次シュミット内閣                                |
|                        | オットー・グラーフ・ラムスドルフ         |              | FDP          | 1982年10月4日  | 1984年6月27日  | 第1次・第2次コール内閣                             |
|                        | マルティン・バンゲマン                   |              | FDP          | 1984年6月27日  | 1988年12月9日  | 第2次・第3次コール内閣                             |
|                        | ヘルムート・ハウスマン                   |              | FDP          | 1988年12月9日  | 1991年1月18日  | 第3次コール内閣                                    |
|                        | ユルゲン・メレマン                       |              | FDP          | 1991年1月18日  | 1993年1月21日  | 第4次コール内閣                                    |
|                        | ガンター・レックス                       |              | FDP          | 1993年1月21日  | 1998年10月26日 | 第4次・第5次コール内閣                             |
| 連邦経済技術大臣       |                                          |              |              |                |                |                                                    |
|                        | ウェルナー・ミューラー                   |              | 無所属       | 1998年10月27日 | 2002年10月22日 | 第1次シュレーダー内閣                              |
| 連邦経済労働大臣       |                                          |              |              |                |                |                                                    |
|                        | ヴォルフガング・クレメント               |              | SPD          | 2002年10月22日 | 2005年11月22日 | 第2次シュレーダー内閣                              |
| 連邦経済技術大臣       |                                          |              |              |                |                |                                                    |
|                        | ミヒャエル・グロース                     |              | CSU          | 2005年11月22日 | 2009年2月10日  | 第1次メルケル内閣                                  |
|                        | カール＝テオドール・ツー・グッテンベルク |              | CSU          | 2009年2月10日  | 2009年10月28日 | 第1次メルケル内閣                                  |
|                        | ライナー・ブリューデルレ                 |              | FDP          | 2009年10月28日 | 2011年5月12日  | 第2次メルケル内閣                                  |
|                        | フィリップ・レスラー                     |              | FDP          | 2011年5月12日  | 2013年12月17日 | 第2次メルケル内閣                                  |
| 連邦経済エネルギー大臣 |                                          |              |              |                |                |                                                    |
|                        | ジグマール・ガブリエル                   |              | SPD          | 2013年12月17日 | 2017年1月27日  | 第3次メルケル内閣                                  |
|                        | ブリギッテ・ツィプリース                 |              | SPD          | 2017年1月27日  | 2018年3月14日  | 第3次メルケル内閣                                  |
|                        | ペーター・アルトマイヤー                 |              | CDU          | 2018年3月14日  | 2021年12月8日  | 第4次メルケル内閣                                  |
| 連邦経済・気候保護大臣 |                                          |              |              |                |                |                                                    |
|                        | ロベルト・ハーベック                     |              | Grünen       | 2021年12月8日  | 現職           | ショルツ内閣                                       |